# Sellei Camilló
Sellei Camilló, teljes nevén Sellei Camilló Marcell (Soroksár, 1902. szeptember 20. – Budapest, 1979. augusztus 8.) orvos, belgyógyász, onkológus, egyetemi magántanár, az orvostudományok kandidátusa (1966), doktora (1973).

## Élete
Sellei Arnold (1873–1922) kereskedő, magánhivatalnok és Braun Fanni (1878–1927) fiaként született zsidó családban. Apja Liptószentmiklósról került Soroksárra; nevét 1891-ben Schlesingerről magyarosította Selleire. Apai nagyapja Braun Mór soroksári földbirtokos volt.
A Budapesti IX. kerületi Magyar Királyi Állami Főgimnáziumban érettségizett (1920). 1921 és 1927 között a budapesti Pázmány Péter Tudományegyetem Orvostudományi Karának hallgatója volt, ahol 1927. január 31-én avatták orvosdoktorrá.
1926 és 1933 között a Korányi Sándor által vezetett III. sz. Belklinika díjtalan gyakornoka, 1934-től fizetéstelen tanársegéde, majd 1936-tól 1939-ig a II. sz. Belklinika fizetéstelen tanársegéde volt. Az 1930-as években a daganatos betegségek gyógyszeres kezelésének lehetőségeit kutatta Karczag Lászlóval, Németh Lászlóval és Jáni Bélával. Ennek során elsőként ismerték fel a mustárgáz daganatellenes hatását. 1944–1945-ben munkaszolgálatosokat mentett, és 1945 után a Vas utcai Kórház deportáltakat kezelő osztályán volt belgyógyász. Később Haynal Imre professzorral – mint egyetemi adjunktus – közösen építette újjá a II. sz. Belklinikát. 1951-ben távoznia kellett a Klinikáról számos munkatársával együtt. Kutatásait az Országos Onkológiai Intézetben folytatta, ahol huszonöt éven át vezette a belgyógyászati osztályt. 
Első felesége, dr. Köves Irén 1945. szeptember 18-án hunyt el a Szent Rókus Kórházban. A Rákóczi úton utazott villamossal, amikor egy rablásból menekülő fiatal több lövést adott le üldözőire, amikor is az egyik golyó a nyakán eltalálta Sellei Camillónét.
Szerkesztésében jelent meg az első magyar nyelvű daganat-kemoterápiás könyv, amely később angol nyelven is kiadásra került. Tagja volt számos külföldi orvostudományi társaságnak, köztük 1958-tól a New York-i Tudományos Akadémiának is.

## Művei
- A veseműködés mechanismusára vonatkozó újabb kísérleti eredmények. Farkas Györggyel. (Magyar Orvosi Archivum, 1931, 32.)
- Az intracután alkalmazott oldatokfájdalomcsillapító hatásáról. (Orvosi Hetilap, 1932, 22.)
- Az ideghártya és szürkeagy anyagcseréje. Weinstein Pállal. – A szövetek anyagcseréjének jellemzése hőtermelési hányadosaink alapján. Jány Józseffel. – A reticulo endothelialis rendszer befolyása a chemotherapiás hatás alatt álló egérrákra. Karczag Lászlóval, Csaba Margittal. (Magyar Orvosi Archivum, 1933, 34.)
- A heteroplastikus transplantatio hatása a kísérleti rák anyagcseréjére. – Néhány fontosabb harcgáz hatása a szöveti anyagcserére. Jány Józseffel. (Orvosképzés, 1935, 3.)
- Szövettani gázanyagcserevizsgálatok heteroplastikusan transplantált patkányrákkal. – A jód hatása a szöveti gázanyagcserére. Mayer Györggyel. (Magyar Orvosi Archivum, 1938, 39.)
- Heveny mérgezések haematologiai vonatkozásai. Mosonyi Lászlóval. (Orvosi Hetilap, 1939, 29.)
- Funkcionális diagnosztika (Fischer Antallal, Bécs, 1940)
- Kiütéses typhus és sulfamid által okozott agranulocytosisok. (Orvosok Lapja, 1945, 8.)
- Kiütéses typhus után szív- és érelváltozásokról. Weisz Rezsővel. (Orvosok Lapja, 1947, 8.)
- Kisérletek a trinitrotoluol toxicitásáról. Borbély Ferenccel, Fischer Antallal. (Orvosi Hetilap, 1948, 5.; Orvosok Lapja, 1948, 16.)
- Kisérleti vizsgálatok a trinitroluol által okozott anaemiáról. Borbély Ferenccel. (Orvosi Hetilap, 1948, 6.)
- Penicillin hatása a csontvelőműködésre. Gráf Ferenccel. (Orvosi Hetilap, 1948, 10–11.; Orvosok Lapja, 1948, 22.)
- A mustárgáz hatása a kísérleti rákra. Németh Lászlóval. (Orvosi Hetilap, 1948, 24.; Orvosok Lapja, 1948, 37.)
- Tapasztalatok a mustárnitrogén therapiás alkalmazásával. Gráf Ferenccel. (Orvosi Hetilap, 1948, 34.; Orvosok Lapja, 1948, 47.)
- Munkaártalmak pathogenesise és megelőzése. I. A hőmunka kórélettana. Fischer Antallal, Gerő Sándorral és Rózsahegyi Istvánnal. (Orvosi Hetilap, 1949, 15.)
- Munkaártalmak pathogenesise és megelőzése II. Hőmunka hatása a keringésre. Fischer Antallal, Gerő Sándorral és Rózsahegyi Istvánnal. (Orvosi Hetilap, 1950, 31.)
- Munkaártalmak pathogenesise és megelőzése. III. Hőmunka hatása a mozgásszervekre. Fischer Antallal, Gerő Sándorral és Rózsahegyi Istvánnal. (Orvosi Hetilap, 1950, 32.)
- A mustárnitrogén hatása a véralvadásra. Antalóczy Zoltánnal, Komáromy Zoltánnal. (Orvosi Hetilap, 1951, 7.)
- Klinikai tapasztalatok újabb rákdiagnosztikai próbákkal. Komáromy Józseffel, Gáti Évával. (Orvosi Hetilap, 1951, 24.)
- Terheléses clearance-vizsgálatok ép és kóros veseműködésnél. Fischer Antallal, Weisz Rezsővel. (Orvosi Hetilap, 1952, 12.)
- Szerves fluorvegyületek hatása a kísérletes daganatokra. Oláh Györggyel, Eckhardt Sándorral és Kapás Lászlóval. (Orvosi Hetilap, 1952, 26.)
- Az emlőrák áttételeinek gyógyító kísérlete hormon- és műtéti kezeléssel. Többekkel. (Orvosi Hetilap, 1956, 2.)
- Klinikai vizsgálatok cytostatikus mannit (BCM) származékkal. Eckhardt Sándorral, Hartai Ferenccel és Molnár Endrével. (Orvosi Hetilap, 1956, 36.)
- Kísérletes és klinikai eredmények BCM-el. Németh Lászlóval, Eckhardt Sándorral és Kellner Bélával. (Az MTA Orvosi Tudományok Osztályának Közleményei, 1957, 8. kötet)
- A vérplazma adenozindezamináz aktivitásának mérése, mint tumordiagnosztikai vizsgálat. Straub F. Brúnóval, Stephaneck Ottiliával és Ács Györggyel. (Orvosi Hetilap, 1957, 10–11.)
- A subcutan és intramuscularisan adagolt zymosan befolyása a serum properdintiterre és fehérvérsejtszámra állatkísérletben. Zsebők Zoltánnal, Wachtl Istvánnal és Szy Sándorral. (Orvosi Hetilap, 1960, 7.)
- Adatok az új gyomorsav-meghatározás értékeléséhez. Zalay Magdával, Schmidt Mártával és Eckhardt Sándorral. (Orvosi Hetilap, 1960, 52.)
- A mannitmyleran (1,6-dimethansulfonoxy-D-mannitol) hatása idült myeloid leukémiás betegekre. Eckhardt Sándorral, Hartai Ferenccel. (Orvosi Hetilap, 1961, 42.)
- Tapasztalatok Rheosolonnal kezelt daganatos betegeken. Zalay Magdával. (Orvosi Hetilap, 1962, 10.)
- 5 éves klinikai tapasztalatok Degranollal. Eckhardt Sándorral. (Orvosi Hetilap, 1962, 25.)
- Az 1,6–dibrom–1,6–D–didesoxymannit (DBM) hatása chronikus myeloid leukémiában. Többekkel. (Orvosi Hetilap, 1964, 12.)
- Twenty five years in the fight against cancer. Társszerk., Budapest, 1966
- A rosszindulatú daganatok chemotherápiája. Kandidátusi értekezés. 1966
- Daganatos betegségek gyógyszeres kezelése. (Eckhardt Sándorral, Németh Lászlóval, Budapest, 1968)
- Daganatos betegek tetramesyl-mannit kezelésének klinikai vizsgálata. Szentkláray Jánossal. (Orvosi Hetilap, 1970, 16.)
- Chemotherapy of neoplastic direaser. (Eckhardt Sándorral, Németh Lászlóval, Budapest, 1970)
- A daganatos betegek fájdalomcsillapító kezeléséről. Eckhardt Sándorral. (Orvosi Hetilap, 1971, 16.)
- A Dibrómdulcit klinikai vizsgálata polycythaemia verában. Szentkláray Jánossal. (Orvosi Hetilap, 1971, 26.)
- A belgyógyász feladata a daganatos betegségek diagnosztikájában és therápiájában. Doktori értekezés. 1972
- Haptoglobin vizsgálatok értékelése tumoros megbetegedésekben. Hevér Ödönnel, Eckhardt Sándorral és Tóth Irénnel. (Orvosi Hetilap, 1972, 45.)
- Klinikai vizsgálatok Bleomycinnel. Döbrentey Eszterrel, Bodrogi Istvánnal és Eckhardt Sándorral. (Orvosi Hetilap, 1974, 10.)

## Díjai, elismerései
- Szabadság Érdemrend bronz fokozata (1947)[10]
- Munka Érdemrend arany fokozata (1973)
- Nehézipar kétszeres kiváló dolgozója